# Шаро-Аргун
Шаро-Аргун (чечен. Шара-Орга, Шаро-Аргу) — село в Шатойском районе Чеченской Республики. Административный центр Шаро-Аргунского сельского поселения.

## География
Село расположено на левом берегу реки Шароаргун, в 12 км к юго-востоку от районного центра Шатой.
Ближайшие населённые пункты: на северо-западе — Хал-Килой и Мусолт-Аул, на юго-западе — Саной, на юго-востоке — Дай.
Недалеко от села находится горная вершина Барзиарлам.

## История
По утверждениям Сулейманова А. С. основателями Шаро-Аргуна, считаются Гама и его сыновья Келамат (старший), Муций и Мусолт.

## Население
| 1939 | 1990 | 2002 | 2010 | 2012 | 2013 | 2014 |
| ---- | ---- | ---- | ---- | ---- | ---- | ---- |
| 421  | ↘210 | ↗243 | ↗303 | ↘299 | ↘285 | ↘271 |
| 2015 | 2016 | 2017 | 2018 | 2019 | 2020 | 2021 |
| ↘259 | ↘257 | ↘255 | ↘212 | ↘173 | ↗183 | ↗275 |
| 2023 | 2024 |      |      |      |      |      |
| ↗277 | →277 |      |      |      |      |      |

## Образование
- Шаро-Аргунская муниципальная начальная общеобразовательная школа[23].